# Pseudodiocus
Pseudodiocus is een geslacht van eenoogkreeftjes uit de familie van de Chondracanthidae. De wetenschappelijke naam van het geslacht is voor het eerst geldig gepubliceerd in 1972 door Ho.

## Soorten
- Pseudodiocus scorpaenus Ho, 1972